# Condado de Gladwin (Michigan)
O Condado de Gladwin é um dos 88 condados do estado americano de Michigan. A sede do condado é Gladwin, e sua maior cidade é Gladwin.
O condado possui uma área de 1 338 km² (dos quais 25 km² estão cobertos por água), uma população de 26 023 habitantes, e uma densidade populacional de 20 hab/km² (segundo o censo nacional de 2000). O condado foi fundado em .